# 4958 Wellnitz
4958 Wellnitz eller 1991 NT1 är en asteroid i huvudbältet som upptäcktes den 13 juli 1991 av den amerikanske astronomen Henry E. Holt vid Palomarobservatoriet. Den är uppkallad efter Dennis D. Wellnitz.
Asteroiden har en diameter på ungefär 16 kilometer och den tillhör asteroidgruppen Eos.